# Lars Furhoff
Lars Sture Furhoff, född 7 maj 1938 i Linköpings S:t Lars församling , Linköping, död 4 januari 1986 i Storkyrkoförsamlingen, Stockholm, var en svensk mediekritiker, rektor för Journalistinstitutet och senare Journalisthögskolan i Stockholm.

## Biografi
Furhoff blev filosofie magister vid Uppsala universitet 1961 och filosofie licentiat i ekonomisk historia 1964. Han blev lektor vid Journalistinstitutet i Stockholm 1963, universitetslektor och rektor samma år. Han blev omtalad på 1960-talet som mediekritiker och pådrivare av professionaliseringen av journalistyrket. År 1963 skrev han en bok där han anklagade lokala och regionala dagstidningar som förrädare. Furhoff menade att landsortspressen valde att inte ta fram obekväma sanningar och brast i granskningen av makthavare. Furhoff låg också bakom begreppet upplagespiral, som var ämnet för hans doktorsavhandling 1967.
Han deltog i utredningar som ledde fram till att journalistik blev ett ämne vid universiteten i Stockholm och Göteborg och sedan integrerat vid universitetsinstitutioner. Som 28-åring utsågs han 1966 till ensamutredare kring en ny journalistutbildning och låg bakom förslaget om en tvååring utbildning. Han var även med vid en andra utredning 1975.